# Star (Disney+)
Star (estilizado como ST★R) es una sección dentro del servicio de streaming Disney+, el cual alberga una variedad de contenidos televisivos y cinematográficos destinados a un público de mayor edad. Se encuentra disponible en ciertos países en donde está presente Disney+, fuera de los Estados Unidos. Star incluye contenidos de los estudios ABC Signature, 20th Television, FX Networks, Freeform, Hulu, 20th Century Studios, Searchlight, Touchstone y Hollywood Pictures.

## Historia
La marca «Star» fue usada por primera vez por una proveedora de televisión satelital con sede en Hong Kong, la cual la empleaba como un acrónimo de su nombre legal Satellite Television Asia Region Ltd. (Star TV). Esta empresa fue fundada por el conglomerado de origen hongkonés Hutchison Whampoa en 1991 y fue adquirida por News Corporation en 1993.
En 2009, después de una reestructuración empresarial organizada por News Corporation, la marca «Star» pasó a emplearse solamente en las subsidiarias Star Greater China y Star India. Esta última posee sus operaciones mayormente en India pero también se encarga de distribuir programación a nivel internacional por medio de servicios que se enfocan en el público de ascendencia hindú. Tanto Star Greater China como Star India fueron separadas de su matriz, Star TV, la cual cambió de nombre primero a Fox International Channels Asia y después a Fox Networks Group Asia Pacific (FNGAP). El 20 de marzo de 2019, Star India y FNGAP fueron adquiridas por The Walt Disney Company después de que esta empresa comprara 21st Century Fox. 
Durante una conferencia sobre utilidades el 5 de agosto de 2020, el director ejecutivo de Disney, Bob Chapek, anunció que Disney planeaba lanzar un nuevo servicio internacional de entretenimiento general bajo la marca «Star» en 2021. Esta decisión reemplazaba planes previamente anunciados de expansión internacional del servicio streaming estadounidense Hulu, el cual recientemente había comenzado operaciones en Japón. Chapek declaró que la marca Hulu no era conocida fuera de Estados Unidos, mientras que «Star» era una marca más identificable. A pesar de la decisión, fue despedido tiempo después y reemplazado por Bob Iger.
Disney anunció oficialmente el lanzamiento tanto de Star y Star+ el 10 de diciembre de 2020 en el evento Investor Day. Durante este evento, se anunció que Star se lanzará como una sección dentro de la interfaz de Disney+. Además, se había acordado la creación de controles parentales para que estuvieran disponibles junto con el lanzamiento de la plataforma. Aunque Star estaría disponible sin coste adicional para los clientes de Disney+, su llegada al público coincidió con un incremento de tarifas. Star comenzó a estar disponible en Canadá, Europa Occidental, Australia, Nueva Zelanda y Singapur el 23 de febrero de 2021; mientras que en Hong Kong, Japón, Corea del Sur y otros países del Sudeste Asiático fue lanzado a finales del mismo año. La sección se lanzó en Sudáfrica el 18 de mayo de 2022, mientras que, el 8 de junio de 2022 su lanzamiento se expandió por Oriente Medio y el norte de África (a excepción de Mauritania, Siria y Sudán), el 14 de junio de 2022 en Europa del Este y Turquía, seguido de Israel, que se lanzó el 16 de junio de 2022. Más tarde, la sección se expandió por América Latina y el Caribe (a excepción de Cuba y las Islas Vírgenes de Estados Unidos) el 26 de junio de 2024, debido al relanzamiento de Disney+ en la región.
El 22 de enero de 2021, las señales europeas de los canales hindúes Star Plus, Star Bharat y Star Gold cambiaron de nombre a Utsav Plus, Utsav Bharat y Utsav Gold, respectivamente, para evitar confusiones con la plataforma streaming.
Luego de que en Estados Unidos, Hulu se integrara como un centro de contenido dentro de Bundle Disney, The Walt Disney Company Latin America anunció el 12 de diciembre de 2023, que la marca Star expandiría su presencia en América Latina y el Caribe (a excepción de Cuba y las Islas Vírgenes de Estados Unidos), con el cese de operaciones de Star+ para luego ser fusionada como una sección dentro de su plataforma principal, Disney+, la cual estaba prevista para el 30 de junio de 2024, según un comunicado de Movistar Chile,  aunque, sin embargo, Disney adelantó la fecha de la incorporación de dicha sección junto al relanzamiento de la plataforma, para el 26 de junio de 2024, lo que significa que, tanto las producciones locales de Disney bajo el sello Star Original, como el contenido deportivo de ESPN, además de los contenidos de terceros como son de Paramount Pictures, Sony Pictures y Universal Pictures (solo películas que habían sido estrenadas uno o dos años antes en HBO y HBO Max), fueron trasladados a dicha sección. El 18 de abril de 2024, Disney anunció mediante un correo enviado a sus suscriptores, que su plataforma separada, Star+, dejaría de operar el 24 de julio del mismo año, como parte de la integración del contenido con su plataforma hermana, Disney+.
El 6 de agosto de 2025, Disney anunció que el bloque Star será reemplazado por Hulu en los países en que está presente, luego de que Disney adquiera los activos de la plataforma a Comcast.

## Contenido
Además de contenidos de ABC, Hulu, FX, Freeform, ABC Signature y 20th Television, Star también incluye contenidos de otras cadenas estadounidenses (como Fox y Showtime) pero cuyos derechos de distribución internacional están en manos de Disney, además de ofrecer películas de las bibliotecas de 20th Century Studios, Touchstone Pictures, Searchlight Pictures, Hollywood Pictures y Caravan Pictures.
Star no dispone de contenidos con licencia de empresas terceras, siendo la excepción Europa debido a las cuotas de contenidos nacionales requeridas por la Unión Europa y también a excepción de América Latina, debido a que el contenido de terceros ya había estado en su plataforma anterior durante mucho tiempo debido a acuerdos con empresas de terceros. En particular, Star no tendrá la mayoría de los contenidos producidos por estudios de terceros (como MGM y Paramount), ya que estas empresas venden los derechos de emisión internacional de sus respectivos programas. Sin embargo, en Francia, debido a la normativa que impone una cuota de contenidos nacionales en los servicios streaming, el servicio ha licenciado contenidos franceses de empresas locales.

## Lanzamiento
| Fecha de lanzamiento    | País / Territorio                         |
| ----------------------- | ----------------------------------------- |
| 23 de febrero de 2021   | Alemania                                  |
| 23 de febrero de 2021   | Australia                                 |
| 23 de febrero de 2021   | Austria                                   |
| 23 de febrero de 2021   | Bélgica                                   |
| 23 de febrero de 2021   | Canadá                                    |
| 23 de febrero de 2021   | Dinamarca                                 |
| 23 de febrero de 2021   | España                                    |
| 23 de febrero de 2021   | Finlandia                                 |
| 23 de febrero de 2021   | Francia                                   |
| 23 de febrero de 2021   | Islandia                                  |
| 23 de febrero de 2021   | Irlanda                                   |
| 23 de febrero de 2021   | Italia                                    |
| 23 de febrero de 2021   | Luxemburgo                                |
| 23 de febrero de 2021   | Nueva Zelanda                             |
| 23 de febrero de 2021   | Noruega                                   |
| 23 de febrero de 2021   | Países Bajos                              |
| 23 de febrero de 2021   | Portugal                                  |
| 23 de febrero de 2021   | Reino Unido                               |
| 23 de febrero de 2021   | Suecia                                    |
| 23 de febrero de 2021   | Suiza                                     |
| 23 de febrero de 2021   | Singapur                                  |
| 27 de octubre de 2021   | Japón                                     |
| 12 de noviembre de 2021 | Corea del Sur                             |
| 12 de noviembre de 2021 | República de China                        |
| 16 de noviembre de 2021 | Hong Kong                                 |
| 18 de mayo de 2022      | Sudáfrica                                 |
| 14 de junio de 2022     | Andorra                                   |
| 14 de junio de 2022     | Bulgaria                                  |
| 14 de junio de 2022     | Eslovaquia                                |
| 14 de junio de 2022     | Grecia                                    |
| 14 de junio de 2022     | Hungría                                   |
| 14 de junio de 2022     | Liechtenstein                             |
| 14 de junio de 2022     | Polonia                                   |
| 14 de junio de 2022     | República Checa                           |
| 14 de junio de 2022     | Rumania                                   |
| 14 de junio de 2022     | Serbia                                    |
| 14 de junio de 2022     | Turquía                                   |
| 16 de junio de 2022     | Israel                                    |
| 17 de noviembre de 2022 | Filipinas                                 |
| 26 de junio de 2024     | Anguila                                   |
| 26 de junio de 2024     | Antigua y Barbuda                         |
| 26 de junio de 2024     | Argentina                                 |
| 26 de junio de 2024     | Aruba                                     |
| 26 de junio de 2024     | Bahamas                                   |
| 26 de junio de 2024     | Barbados                                  |
| 26 de junio de 2024     | Belice                                    |
| 26 de junio de 2024     | Bermudas                                  |
| 26 de junio de 2024     | Bolivia                                   |
| 26 de junio de 2024     | Brasil                                    |
| 26 de junio de 2024     | Caribe Neerlandés                         |
| 26 de junio de 2024     | Chile                                     |
| 26 de junio de 2024     | Colombia                                  |
| 26 de junio de 2024     | Costa Rica                                |
| 26 de junio de 2024     | Curazao                                   |
| 26 de junio de 2024     | Dominica                                  |
| 26 de junio de 2024     | Ecuador                                   |
| 26 de junio de 2024     | El Salvador                               |
| 26 de junio de 2024     | Guatemala                                 |
| 26 de junio de 2024     | Guyana                                    |
| 26 de junio de 2024     | Granada                                   |
| 26 de junio de 2024     | Haití                                     |
| 26 de junio de 2024     | Honduras                                  |
| 26 de junio de 2024     | Islas Caimán                              |
| 26 de junio de 2024     | Islas Georgias del Sur y Sandwich del Sur |
| 26 de junio de 2024     | Islas Malvinas                            |
| 26 de junio de 2024     | Islas Turcas y Caicos                     |
| 26 de junio de 2024     | Islas Vírgenes Británicas                 |
| 26 de junio de 2024     | Jamaica                                   |
| 26 de junio de 2024     | México                                    |
| 26 de junio de 2024     | Montserrat                                |
| 26 de junio de 2024     | Nicaragua                                 |
| 26 de junio de 2024     | Panamá                                    |
| 26 de junio de 2024     | Paraguay                                  |
| 26 de junio de 2024     | Perú                                      |
| 26 de junio de 2024     | República Dominicana                      |
| 26 de junio de 2024     | San Cristóbal y Nieves                    |
| 26 de junio de 2024     | Santa Lucía                               |
| 26 de junio de 2024     | San Vicente y las Granadinas              |
| 26 de junio de 2024     | Surinam                                   |
| 26 de junio de 2024     | Trinidad y Tobago                         |
| 26 de junio de 2024     | Uruguay                                   |
| 26 de junio de 2024     | Venezuela                                 |